# Turku Student Village

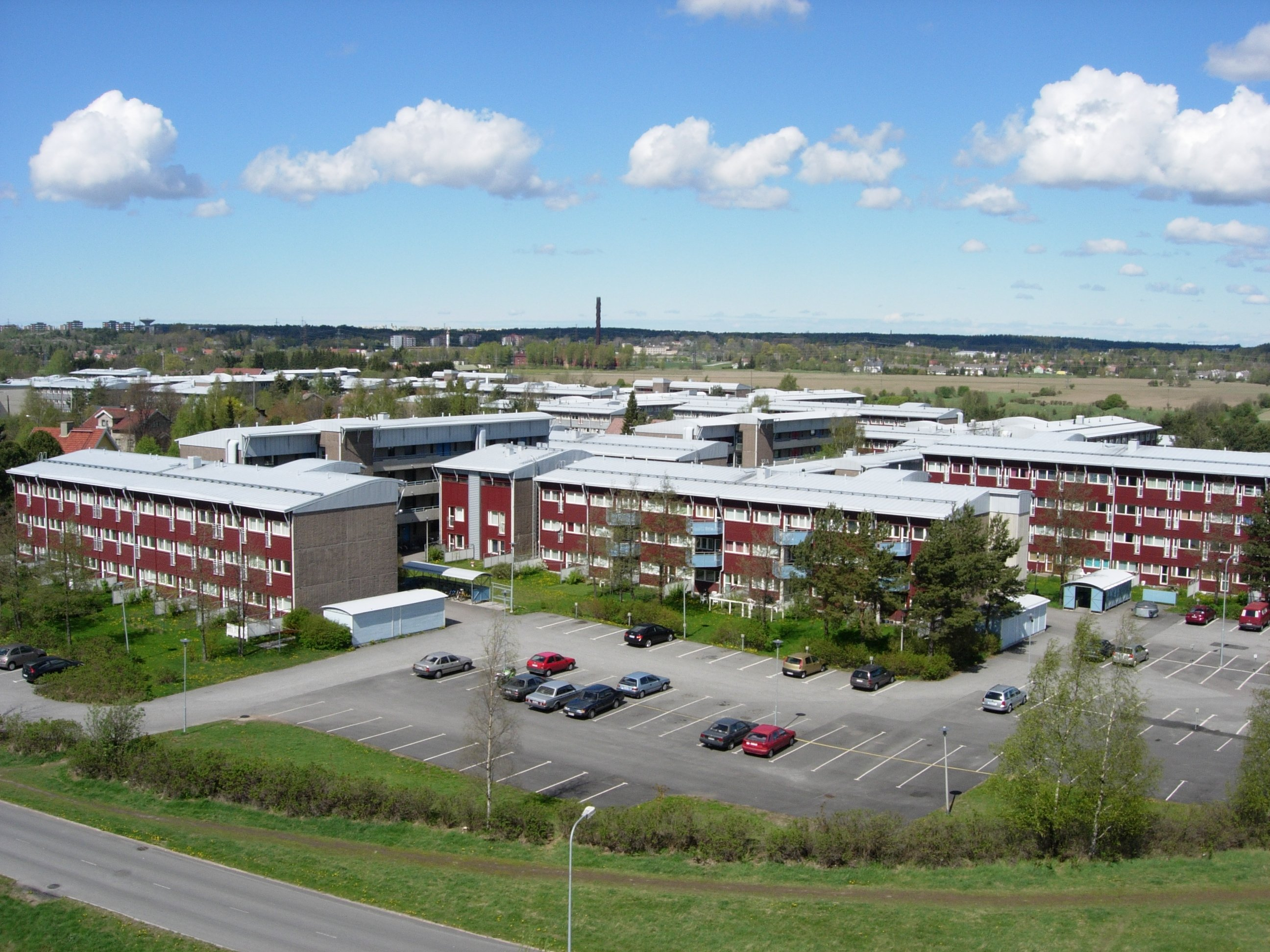
Das Studentenwohnheim besteht aus 95 dieser Wohnblocks

Turku Student Village (Finnisch: Turun ylioppilaskylä, oder kurz Yo-kylä, Schwedisch: Studentbyn) ist das größte Studentenwohnheim in Finnland. Es wohnen fast 3.500 Menschen in 95 dreistöckigen Wohnblocks. Das Student Village befindet sich in Turku, im Stadtteil Nummi und liegt somit nahe der Innenstadt. Am nahe gelegenen Fluss Aura, der direkt am Student Village entlang fließt, bietet die Gegend viele Wanderwege, Wälder und kleine Parks. Außerdem sind die Universität Turku, „Åbo Akademi“ und die Turku University of Applied Sciences vom Student Village auch zu Fuß schnell zu erreichen.

## Geschichte und Gründung
Inhaber des Student Village ist die „The Student Village Foundation of Turku“, kurz TYS, welche 1966 von der „Student Union of Turku University“ gegründet wurde. Neben dieser Anlage bietet die TYS noch viele weitere Wohnmöglichkeiten in Turku an. Die Idee für das Student Village entstand 1959 und wurde dann von 1969 bis 1979 umgesetzt. Entworfen wurde es von Jan Söderlund und Erkki Valovirta. Die Gebäude wurden zwischen 1994 und 2003 renoviert und bieten verschiedene Wohnmöglichkeiten.

## Gelände und Wohnmöglichkeiten

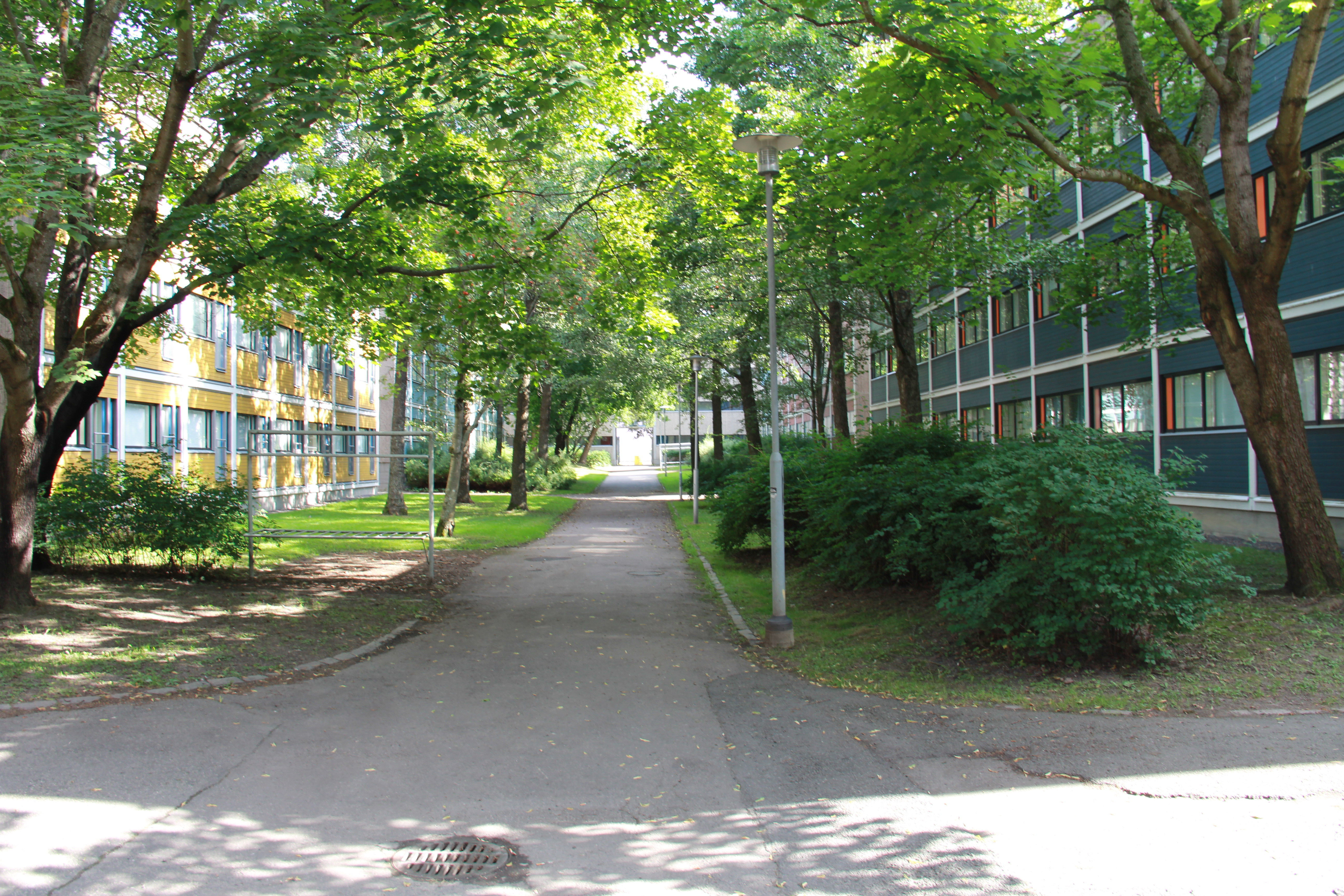
Verschachtelt angeordnete Wohnblocks im Student Village

Das Student Village ist unterteilt in eine West- und eine Ostseite. In der Westseite findet man das Büro der Student Village Foundation of Turku (TYS), sowie mehrere Wohnblocks mit Ein- und Zweizimmerwohnungen und einer Gemeinschaftsküche. Außerdem gibt es Ein- und Zweizimmerwohnungen mit eigener Küche und eigenem Garten. In diesem Teil befindet sich zudem eine Kindertagesstätte, ein Einkaufsladen, eine Bar und ein Spa Hotel. Weiter gibt es eine Minigolfanlage und diverse Sportplätze.
Die Ostseite bietet Räume für Wohngemeinschaften, Ein- und Zweizimmerwohnungen sowie Familienwohnungen. Auf dieser Seite findet man ebenfalls eine Tagesstätte, Schulen, einen Hundeplatz, Tennisfelder, Basketballfelder und andere Möglichkeiten Sport zu machen.
Über das ganze Gelände verteilt gibt es öffentliche Waschräume und Saunen für die Bewohner des Student Village.
Auch für Parkmöglichkeiten ist ausreichend gesorgt und die Anbindung mit Öffentlichen Verkehrsmitteln ist gut.

## Wohnmöglichkeiten für Austauschstudenten
Auch für Austauschstudenten bietet das Student Village eine Wohnmöglichkeit. Man kann für den Zeitraum von jeweils 5 Monaten ein 18 Quadratmeter großes Zimmer, inklusive eines eigenen Badezimmers, auf der Westseite des Student Villages mieten. Ausgestattet sind diese Zimmer mit einem Bett inklusive Matratze, einem Schrank, einem Schreibtisch mit Stuhl sowie einem Kühlschrank und einer Garderobe. Es befinden sich je 12 dieser Zimmer auf einem Flur und die Mieter teilen sich eine Gemeinschaftsküche. Strom, Internet, Sauna, Waschräume und Wartungsservice sind in der Miete enthalten.